# Десятинная улица (Киев)
Десяти́нная улица — улица в Шевченковском районе города Киева. Пролегает от Михайловской площади до Андреевского спуска и Владимирской улицы.

## История
Улица проложена в 1830—1840-х годах XIX ст. Сначала была в составе Трёхсвятительской улицы. В 1919 году существовал проект придать ей название Княжеский Двор (поскольку именно поблизости с ней, согласно наиболее распространённой версии, в древнерусскую эпоху был расположен Великий Ярославов двор). В 1919—1955 годах составляла часть улицы Жертв Революции, в 1955—1958 годах — улицы Героев Революции. В 1958 году выделена в отдельную улицу, и тогда же получила современное название — от Десятинной церкви, которая была расположена поблизости, на улице Владимирской, 2.

## Памятники архитектуры и истории
- № 9 — особняк промышленника В. Ф. Симиренко. Возведённый архитектором В. Николаевым в 1899 году, в неогреческом стиле.
- №8 — жилое здание XIX ст.
- № 13, 14 — памятники истории.

## Выдающиеся личности, связанные с Десятинной улицей
В здании 14 проживали художник М. А. Врубель, историк Н. И. Костомаров, профессор А. В. Прахов, художник К. Я. Крижицкий, останавливался поэт А. Н. Апухтин, жил и умер польский художник В. А. Котарбинский.
В здании № 13 проживали Герой Советского Союза генерал-полковник Ф. Ф. Жмаченко и академик М. В. Птуха, в № 10 — государственный деятель и учёный А. В. Луначарский.

## Мемориальные доски
- № 9 — Симиренко Василию Фёдоровичу (1835—1915), промышленнику и технологу сахарного производства, который жил в этом особняке в 1899—1915 годах. Открыт 26 сентября 1995 года, скульптор В. И. Сивко
- № 13 — Ф. Ф. Жмаченко (1895—1966), Герою Советского Союза, жившему в этом здании в 1946—1966 годах. Открыт в 1967 году, заменён в 1978 году; архитектор А. Д. Корнеев.
- № 14 — М. А. Врубелю (1856—1910), художнику, который пребывал в этом здании в 1884—1889 годах. Открыт 22 января 1962 года, скульптор И. П. Кавалеридзе, архитектор Р. П. Быкова.

## Важные учреждения
- Посольство Великобритании (дом № 9)
- Городской музей «Духовные сокровища Украины» (дом № 12)
- «Альфа-Банк Украина», главный офис (дом № 4/6)